# Zомбоящик
«Zомбоя́щик» — российская комедия производства телеканала «ТНТ» и кинокомпании «Comedy Club Production» режиссёра Константина Смирнова. К съёмкам в фильме были привлечены многие из известных актёров различных телепередач и сериалов канала «ТНТ».
О создании проекта было объявлено в ноябре 2010 года.
Премьера фильма состоялась 25 января 2018 года.

## Сюжет
Фильм представляет собой набор из нескольких десятков скетчей, высмеивающих современное телевидение. Актёры проходятся по разным жанрам — от артхауса до фантастики и триллеров, а также рекламе и телешоу.
Фильм разделён на три части — «Знакомство с Z», «Немного смысла. Совсем немного» и «Рождение кумиров».

## В ролях
- Гарик Харламов — сапёр № 2 / Пьеро / Андрей Болконский
- Тимур Батрутдинов — разоблачённый агент под прикрытием / исполнитель главной роли в сериале «Усы любви» / детектив / Сталин
- Гарик Мартиросян — фокусник / палач
- Павел Воля — москвич в стрингах / хозяин квартиры
- Вадим Галыгин — египтянин
- Андрей Скороход — посетитель аптеки / Тарас / хирург / получатель пиццы / Джеймс Бонд / священник № 2 / взрослый Малыш
- Александр Ревва — клоун Клёпа / зовущий Бога / учёный-еретик / джинн
- Роман Юнусов — ведущий передачи «Хочу всё узнать» / прокурор / кузнец Федот / папа Пети / Лев Толстой / Санта Клаус / священник № 1 / Карлсон / сотрудник ГИБДД
- Антон Лирник — свингер
- Екатерина Варнава — проститутка Елена Дронова
- Екатерина Скулкина — аптекарша / мама Пети
- Марина Федункив — классный руководитель / участница «Конкурса внутренней красоты-2018» / актриса из рекламы хлопьев «Хрустяшки»
- Олег Верещагин — сосед № 2 / царь / руководитель спецоперации / гость № 1
- Иван Охлобыстин — судья / исполнитель главной роли в фильме «Book of the Dead» / актёр из рекламы «Рука для получения взятки» / Эпей
- Тимур Тания — афганский террорист Фархад
- Полина Максимова — клофелинщица
- Андрей Гайдулян — парень-выпивоха, играющий в мяч / пассажир такси
- Настасья Самбурская — девушка из рекламы «Давай выкинем!»
- Станислав Ярушин — Супермен / пожарный / грабитель банка / банковский работник / актёр из рекламы «Заработай online» / актёр из рекламы «Экономьте воду» № 1 / ведущий конкурса «Мисс Весна-2017»
- Анна Кузина — Наташа Ростова
- Анна Хилькевич — Мальвина / Белоснежка / девушка-шопоголик
- Светлана Пермякова — домохозяйка
- Дмитрий Кожома — сосед № 1 / парень из рекламы «Давай выкинем!» / посетитель магазина одежды / маньяк
- Марина Кравец — ведущая теленовостей
- Иван Пышненко — сапёр № 1 / клиент банка / гость № 2 / актёр из рекламы «Экономьте воду» № 2 / Иван, нашедший волшебную лампу
- Заурбек Байцаев — таксист
- Гавриил Гордеев — муж домохозяйки / муж девушки-шопоголика
- Денис Дорохов — армрестлер
- Ирина Чеснокова
- Азамат Мусагалиев — ведущий телешоу «Ударь Бузову»
- Ольга Бузова — Ольга Бузова (камео)
- Тимур Каргинов — гость № 3
- Давид Цаллаев — гость № 4 / афганский телережиссёр / водитель
- Вадим Демчог — Папа Римский
- Антон Богданов — Антоха
- Владимир Селиванов — Вован

## Критика
Фильм получил крайне негативные отзывы и не смог окупиться. Он состоит из коротких скетчей, каждый — вокруг одной простой шутки, в основном на тему телевидения. Юмор зависит от скетча к скетчу; встречаются как смешные, так и не очень, сцены. 
Рецензенты отмечают, что многие скетчи, как минимум, забавны, но в то же время некоторые шутки можно счесть крайне второсортными. В основном шутки социальные, высмеивают стереотипы; есть и шутки для взрослых, в основном так или иначе связанные с геями, а политических скетчей в фильме нет. Также многими зрителями критиковался запредельно малый хронометраж фильма (всего лишь 1 час и 2 минуты, хотя некоторые кинотеатры почему то писали на билетах 65 минут), что больше подходит для демонстрации по телевидению, но никак не в кинотеатре.  